# 1173
1173 (MCLXXIII) je bilo navadno leto, ki se je po julijanskem koledarju začelo na ponedeljek.

## Dogodki

### Slovenija
- 6. oktober - Istrskega mejnega grofa Engelberta III. Spanheimskega, ki je umrl brez otrok, nasledi Bertold III. iz hiše Andeških (Andechs). Do izumrtja sredi 13. stoletja so bili ena najmočnejših rodbin na jugovzhodu Rimsko-nemškega cesarstva.

### Evropa

#### Veliki upor 1173-1174
- Angleški kralj Henrik II. se sooči z resnim uporom starejših sinov: Henrika Mladega kralja, Godfreja II. Bretonskega in Riharda Poitierškega. V uporu ne sodeluje najmlajši princ Ivan. ↓
- → Upor začne najstarejši Henrik Mladi kralj, ki je kljub nazivu kralja, v izvršilni oblasti kronično podhranjen, poleg tega je bil od Henrika II. umorjeni canterburyjski nadškof Tomaž Becket njegov tutor. Poleg bratov se uporu pridružijo številni baroni in od Henrika II. odtujena kraljica Eleanora Akvitanska, podporo upornikom izkažeta francoski kralj Ludvik VII. in škotski Vilijem Lev.
  - 21. februar - Papež Aleksander III. kanonizira umorjenega Tomaža Becketa.
- marec - Henrik Mladi kralj se umakne z angleškega dvora.
- april - Začetek oboroženega upora. Henrik II. kljub trem odprtim frontam v Normandiji (Bretanija, Vexin, Flandrija) ubrani vse napade, prav tako zavrne poskus Škotov v Northumbriji.
  - V boju pade voditelj flandrijske fronte grof Matej Boulognjski. Grofijo Boulogne nasledi njegova hči Ida Boulognjska.
- aprila ali maja - Henrik II. aretira kraljico in soprogo Eleanoro Akvitansko, ker je podpirala njune sinove v boju proti očetu. Eleanora ostane v zaporu oziroma nadzorovanem priporu vse do Henrikove smrti (→ 1189).
  - Začetek precej odkritega ljubezenskega razmerja med Henrikom II. in njegovo ljubico Rozamundo Clifford. Henrik II. išče vse načine, da bi razveljavil zakon z Eleanoro, a brez uspeha.
- Vodja normanskih uporniških baronov Robert de Beaumont, 3. grof Leicester, preide Kanalski preliv, da bi združil sile z angleškimi uporniškimi baroni, ki jih vodi Hugh Bigod, 1. grof Norfolk. ↓
- 17. oktober → Bitka pri Fornhamu: rojalistične sile, ki imajo močno podporo lokalnega prebivalstva, porazijo uporniško vojsko grofa Leicesterja. V bitki sta ujeta tako grof Leicester kot njegova soproga Petronila, ki je sodelovala v uporu.
- Kljub neuspehom upora ni konec in se po vmesnem zimskem zatišju nadaljuje naslednje leto

#### Ostalo po Evropi
- 3. april - Naziv poljskega nadvojvode za umrlim Boleslavom IV. Krivoustim nasledi njegov brat Mješko III. Stari, drugače ostaja Polska še vedno razdeljena na več vojvodin.
- avgust - Začetek gradnje zvonika na Katedralnem trgu v Pisi, kasneje znanega kot Poševni stolp v Pisi.
- september - Nemški kralj Friderik I. Barbarossa razreši novega češkega vojvodo Friderika in nastavi Oldržiha, sina Sobeslava I.. Ta nemudoma abdicira v korist starejšega brata Sobeslava II. ↓
- → Barbarossa začne s pripravami na peto italijansko odpravo, da bi si podvrgel nepokorna mesta, ki se mu niso več pustila izigravati. 1174 ↔

- Almohadski kalif Abu Jakub Jusuf poskusi ponovno naseliti mesto Beja v zahodni Andaluziji. Ker pa zaradi vojnih razmer ni zanimanja za naselitev, muslimansko zaledje okoli Beje izgubi pomembno gospodarsko središče.
- Po smrti švedskega protikralja Kola Sverkersona, ki je nadzoroval Gotlandiji, nadzor nad celotno Švedsko dobi kralj Knut I.
- Francoski mistik Peter Valdes s pridiganjem osnuje krščansko versko ločino valdezijancev.

### Azija
- Indijskega kralja Hojsale Narasimho I. vrže s prestola njegov sin Vira Balala II.
- Saladinova flota osvoji Jemen na jugu Arabskega polotoka.
- Perzijski guridski sultan Muhammad Ghūrī zavzame Ghazni, vrata v nadaljnje osvajanje indijske podceline. 1175 ↔

### Afrika
- Vohuni almohadskega kalifa Abu Jakuba Jusufa odkrijejo korespondenco med portugalskim vitezom Geraldom Neustrašnim, ki se je prostovoljno pridružil Almohadom, in njegovim bivšim suverenom portugalskim kraljem Afonzom I. ter Geralda po hitrem postopku usmrtijo.
- Egipt: Nubijci ponovno poskusijo z zavzetjem Asuana, tokrat jih Saladinov brat Turan-Šah prežene in jim sledi v Nubijo.↓
- → Saladin pošlje velik vojni plen Nur ad-Dinu. Njegova oborožena karavana na poti v Damask, ki poteka preko križarskega ozemlja, počisti z beduini, ki so križarje obveščali o premikih Saladinove vojske.
- Saladinova invazija na Jemen na jugu Arabskega polotoka. Odpravo vodi njegov brat Turan-Šah, ki zavzame Jemen za vsak primer, če bi Nur ad-Din nadvladal Saladina in ga izgnal. 1174 ↔

## Rojstva
- 21. maj - Šinran, japonski budistični menih, šola Čiste dežele († 1263)
- 23. december - Ludvik I., bavarski vojvoda († 1231)žž

Neznan datum
- Henrik V., nemški plemič, pfalški grof († 1227)
- Izabela, grofica Gloucester, angleška kraljica († 1217)
- Llywelyn Veliki, valižanski princ, kralj Gwynedda († 1240)
- Ly Cao Tong, vietnamski kralj († 1210)
- Tankej, japonski kipar († 1256)
- Vilijem VI., markiz Montferrata († 1226)

## Smrti
- 5. januar - Boleslav IV. Kodravi, veliki vojvoda Poljske  (* 1122)
- 9. avgust - Nadžim ad-Din Ajub, guverner Egipta, Saladinov oče
- 13. avgust - Nerses IV. Milostljivi, glavni episkop armenske cerkve (* 1102)
- 6. oktober - Engelbert III. Spanheimski, mejni grof Istre
- 15. oktober - Petronila Aragonska, kraljica Aragonije in grofica Barcelone (* 1136)
- 7. november - Uidžong, 18. korejski kralj dinastije Gorjeo (* 1127)

Nezna datum
- Benjamin iz Tudele, sefardski jud, popotnik, potopisec (* 1130)
- Benoît de Sainte-Maure, francoski trubadur
- Hugo VIII., grof La Marche (* 1106)
- Kol Sverkerson, švedski kralj Gotlandije
- Matej Boulognjski, grof Boulogne (* 1137)
- Narasimha I., indijski  vladar kraljestva Hojsale (* 1152)
- Reginald Fitzurse, angleški vitez, morilec (* 1145)
- Rihard od Svetega Viktorja, francoski teolog in mistik
- Roger De Clare, angleški plemič, 3. grof Hertford (* 1116)
- Vladimir III. Mstislavič, kijevski veliki knez (* 1132)